# Dioscorea nipensis
Dioscorea nipensis är en enhjärtbladig växtart som beskrevs av Richard Alden Howard. Dioscorea nipensis ingår i släktet Dioscorea och familjen Dioscoreaceae. Inga underarter finns listade i Catalogue of Life.